# Applaus-Zeichen
Das Applaus-Zeichen ist ein klinisches Zeichen, das bei verschiedenen neurodegenerativen Erkrankungen als Ausdruck einer motorischen Perseveration auftreten kann. Der Untersucher demonstriert ein schnelles dreimaliges Händeklatschen, was die untersuchte Person imitieren soll. Das Zeichen ist auffällig bzw. positiv, wenn der Patient mehr als drei Mal in die Hände klatscht.
Das Applaus-Zeichen kann bei einer Vielzahl neurodegenerativer Erkrankungen positiv sein, darunter bei progressiver supranukleärer Blickparese (PSP), amyotropher Lateralsklerose (ALS), Demenz vom Alzheimer-Typ, Lewy-Body-Demenz, kortikobasaler Degeneration und primär progressiver Aphasie. Das Applaus-Zeichen wurde 1995 von Dubois und Kollegen beschrieben. Ursprünglich wurde postuliert, dass es spezifisch für die progressive supranukleäre Blickparese (PSP) sei und eine diagnostische Abgrenzung zur frontotemporalen Demenz und zur Parkinson-Krankheit ermögliche.
Als ursächlich für das Auftreten eines positiven Applaus-Zeichens wurden Dysfunktionen in Frontallappen bzw. Nucleus subthalamicus und Pallidum angenommen.